# Réflexions sur l'esclavage des nègres
Cet article possède un paronyme, voir De l'esclavage des nègres.
Réflexions sur l’esclavage des nègres est un texte de Nicolas de Condorcet publié en 1781 en Suisse, sous le pseudonyme du pasteur Joachim Schwartz (« noir » en allemand). Il dénonce la pratique de l'esclavage jugé comme un véritable crime. Il plaide pour une suppression progressive de l’esclavagisme en expliquant que si cela n’est pas possible demain, l’abolition est un objectif réalisable sans trop de difficulté économique.
Selon Michel Gandolfo, son opposition à l’esclavage se fait au nom de droits naturels de l’humanité : « Les sociétés politiques ne peuvent avoir d’autre but que le maintien des droits de ceux qui les composent », c’est donc au nom de ce droit que l’État se doit d’abolir l’esclavage. Aucun droit naturel ne peut être supprimé à un être humain sauf si celui-ci est « hors d’état d’exercer ses droits, et que si on lui en confie l’exercice, il en abusera contre les autres, ou qu’il s’en servira à son propre préjudice ; alors la société peut le regarder comme ayant perdu ses droits ».
Condorcet est conscient que l’utilisation de l’esclavage est favorable à l'économie de la nation. Mais « l’intérêt de puissance et de richesse d’une nation doit disparaître devant le droit d’un seul homme ».
Le problème des comportements des noirs ne repose pas sur la paresse mais ce sont les lois qui les gouvernent qui les font devenir paresseux, car le travail n'a pour eux aucune valeur.
Condorcet utilise le dernier chapitre de son essai pour répondre aux questions que le lecteur pourrait se poser. Il anticipe ainsi les insuffisances de son livre. Il s’adresse directement à eux par l’utilisation directe de la deuxième personne du pluriel.
Enfin, il conclut son livre sur la place du philosophe dans la société, sur ces gens qui se doivent d’éclairer la société, qui se doivent d’être à l’avant-garde des combats, de les anticiper.

## Extraits
« MES AMIS, [...] votre protection ne fait point obtenir de pensions, vous n'avez pas de quoi soudoyer les avocats; il n'est donc pas étonnant que vos maîtres trouvent plus de gens qui se déshonorent en défendant leur cause, que vous n'en avez qui se soient honorés en défendant la vôtre. Il y a même des pays où ceux qui voudraient écrire en votre faveur n'en auraient point la liberté. Tous ceux qui se sont enrichis [...] aux dépens de vos travaux et de vos souffrances, ont, [...] le droit de vous insulter dans des libelles calomnieux ; mais il n'est point permis de leur répondre. Telle est l'idée que vos maîtres ont de la bonté de leur droit ; telle est la conscience qu'ils ont de leur humanité à votre égard. Mais cette injustice n'a été pour moi qu'une raison de plus pour prendre, dans un pays libre, la défense de la liberté des hommes. Je sais que vous ne connaîtrez jamais cet Ouvrage, et que la douceur d'être béni par vous me sera toujours refusée. Mais j'aurai satisfait mon cœur déchiré par le spectacle de vos maux, soulevé par l'insolence absurde des sophismes de vos tyrans. Je n'emploierai point d'éloquence, mais la raison, je parlerai, non des intérêts du commerce, mais des lois de la justice. Vos tyrans me reprocheront de ne dire que des choses communes, et de n'avoir que des idées chimériques ; en effet, rien n'est plus commun que les maximes de l'humanité et de la justice ; rien n'est plus chimérique que de proposer aux hommes d'y conformer leur conduite. »

— ÉPITRE DÉDICATOIRE AUX NÈGRES ESCLAVES

« La prospérité du commerce, la richesse nationale ne peuvent être mises en balance avec la justice. Un nombre d'hommes assemblés n'a pas le droit de faire ce qui, de la part de chaque homme en particulier, serait une injustice. Ainsi, l'intérêt de puissance et de richesse d'une nation doit disparaître devant le droit d'un seul homme ; autrement, il n'y a plus de différence entre une société réglée et une horde de voleurs. »

— chapitre 5

### Biographie
- « Condorcet et l’abolition de l’esclavage Médiathèque de Sens - Conférence de Michel Gandolfo » [PDF]

1. ↑  page 8
2. ↑  page 9